# Duff Cooper
Alfred Duff Cooper, 1° Visconte di Norwich (Londra, 22 febbraio 1890 – oceano Atlantico, 1º gennaio 1954), è stato un politico britannico.

## Biografia
Deputato conservatore dal 1924, nel 1937 fu Primo Lord dell'Ammiragliato sotto Neville Chamberlain, ma si dimise nel 1938 per la sua contrarietà agli accordi di Monaco. Fu ministro dell'Informazione del governo Churchill dal maggio 1940 fino al 1941. Nello stesso 1941 fu inviato in Estremo Oriente per una delicata missione prima dello scoppio del conflitto tra Giappone e Stati Uniti. Nel 1944 fu quindi ad Algeri come delegato britannico presso il Comitato francese di Liberazione Nazionale. Divenne ambasciatore in Francia dal 1944 al 1947.
Fu inoltre biografo di importanti personalità politiche.
Il 31 dicembre 1953, mentre si trovava a bordo della nave di linea francese Colombie, ebbe un'emorragia gastrointestinale dovuta probabilmente alle sue intemperanze nel bere e nel mangiare; il medico di bordo non riuscì ad arrestare l'emorragia ed egli morì improvvisamente, per shock ipovolemico, il 1º gennaio 1954 all'età di 63 anni. La nave attraccò al porto spagnolo di Vigo e il suo corpo poté essere riportato in aereo in Inghilterra, dove fu sepolto nel mausoleo della famiglia Manners a Belvoir Castle, nella Vale of Belvoir, nel Leicestershire. Il suo patrimonio fu valutato per il testamento a 14.303 sterline (equivalenti a 417.000 sterline nel 2021).
Suo figlio John Julius è stato un noto storico bizantinista e conduttore televisivo.

## Ascendenza
|                                    |                     |                                           | Genitori                                                                     |  |  | Nonni |  |  | Bisnonni       |  |  | Trisnonni      |  |
|                                    |                     |                                           |                                                                              |  |  |       |  |  | Charles Cooper |  |  | Charles Cooper |  |
|                                    |                     |                                           |                                                                              |  |  |       |  |  | Charles Cooper |  |  | Charles Cooper |  |
|                                    |                     | …                                         |                                                                              |  |  |       |  |  | Charles Cooper |  |  |                |  |
| William Harry Cooper               |                     |                                           |                                                                              |  |  |       |  |  | Charles Cooper |  |  |                |  |
|                                    |                     | Rose Hannah White                         | William White                                                                |  |  |       |  |  |                |  |  |                |  |
|                                    |                     | Rose Hannah White                         | William White                                                                |  |  |       |  |  |                |  |  |                |  |
|                                    |                     | Rose Hannah White                         | Rose Hannah Buttivant                                                        |  |  |       |  |  |                |  |  |                |  |
| sir Alfred Cooper                  |                     | Rose Hannah White                         |                                                                              |  |  |       |  |  |                |  |  |                |  |
|                                    |                     | William Heath Marsh                       | 20 padre di 10                                                               |  |  |       |  |  |                |  |  |                |  |
|                                    |                     | William Heath Marsh                       | 20 padre di 10                                                               |  |  |       |  |  |                |  |  |                |  |
|                                    |                     | William Heath Marsh                       | 21 madre di 10                                                               |  |  |       |  |  |                |  |  |                |  |
| Anna Marsh                         |                     | William Heath Marsh                       |                                                                              |  |  |       |  |  |                |  |  |                |  |
|                                    |                     | Mary Leader                               | 22 padre di 11                                                               |  |  |       |  |  |                |  |  |                |  |
|                                    |                     | Mary Leader                               | 22 padre di 11                                                               |  |  |       |  |  |                |  |  |                |  |
|                                    |                     | Mary Leader                               | 23 madre di 11                                                               |  |  |       |  |  |                |  |  |                |  |
| Duff Cooper, I visconte di Norwich |                     | Mary Leader                               |                                                                              |  |  |       |  |  |                |  |  |                |  |
|                                    | lord Alexander Duff | Alexander Duff, III conte di Fife         |                                                                              |  |  |       |  |  |                |  |  |                |  |
|                                    | lord Alexander Duff | Alexander Duff, III conte di Fife         |                                                                              |  |  |       |  |  |                |  |  |                |  |
|                                    | lord Alexander Duff | Mary Skene                                |                                                                              |  |  |       |  |  |                |  |  |                |  |
| James Duff, V conte di Fife        | lord Alexander Duff |                                           |                                                                              |  |  |       |  |  |                |  |  |                |  |
|                                    |                     | Anne Stein                                | James Stein                                                                  |  |  |       |  |  |                |  |  |                |  |
|                                    |                     | Anne Stein                                | James Stein                                                                  |  |  |       |  |  |                |  |  |                |  |
|                                    |                     | Anne Stein                                | Catherine Buchanan                                                           |  |  |       |  |  |                |  |  |                |  |
| lady Agnes Duff                    |                     | Anne Stein                                |                                                                              |  |  |       |  |  |                |  |  |                |  |
|                                    |                     | William George Hay, XVIII conte di Erroll | William Hay, XVII conte di Erroll                                            |  |  |       |  |  |                |  |  |                |  |
|                                    |                     | William George Hay, XVIII conte di Erroll | William Hay, XVII conte di Erroll                                            |  |  |       |  |  |                |  |  |                |  |
|                                    |                     | William George Hay, XVIII conte di Erroll | Alicia Eliot                                                                 |  |  |       |  |  |                |  |  |                |  |
| lady Agnes Hay                     |                     | William George Hay, XVIII conte di Erroll |                                                                              |  |  |       |  |  |                |  |  |                |  |
|                                    |                     | lady Elizabeth FitzClarence               | Guglielmo IV, re del Regno Unito di Gran Bretagna e Irlanda e re di Hannover |  |  |       |  |  |                |  |  |                |  |
|                                    |                     | lady Elizabeth FitzClarence               | Guglielmo IV, re del Regno Unito di Gran Bretagna e Irlanda e re di Hannover |  |  |       |  |  |                |  |  |                |  |
|                                    |                     | lady Elizabeth FitzClarence               | Dorothea Jordan                                                              |  |  |       |  |  |                |  |  |                |  |
|                                    |                     | lady Elizabeth FitzClarence               |                                                                              |  |  |       |  |  |                |  |  |                |  |

## Opere tradotte in italiano
- Talleyrand, Collana Biblioteca di cultura storica n.5, Einaudi, Torino, 1938; a cura di Mario Vinciguerra, Collana Oscar n.168, Mondadori, Milano, 1974
- Il sergente Shakespeare, trad. di Elena Canino, Edizioni Scientifiche Italiane, Napoli, 1950
- Operazione Heartbreak, trad. Elena Canino, Collana I romanzi dell'ambra, Gherardo Casini Editore, Roma, I°ed. 1951
- Davide, trad. di Adriana Usiglio, Collana I Marmi n.17, Longanesi, Milano, 1958

## Opere in inglese
- Haig, Farber & Farber, 1935
- Old Men Forget. The Autobiography of Duff Cooper, viscount Norwich, Reader's Union, London, 1955
- The Duff Cooper Diaries. Edited and Introduced by John Julius Norwich, Weidenfeld & Nicholson, London, 2005, ISBN 978-02-97-84843-1